# Desmodium lindheimeri
Desmodium lindheimeri är en ärtväxtart som beskrevs av Anna Murray Vail. Desmodium lindheimeri ingår i släktet Desmodium och familjen ärtväxter. IUCN kategoriserar arten globalt som livskraftig. Inga underarter finns listade i Catalogue of Life.